# Randal Bryant

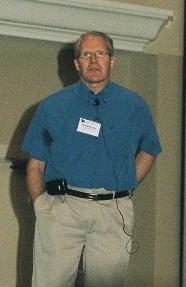
Randal Bryant (2006)

Randal E. Bryant (* 27. Oktober 1952) ist ein US-amerikanischer Informatiker.

## Leben
Bryant wuchs in Birmingham (Michigan) auf und studierte ab 1970 an der University of Michigan mit dem Bachelor-Abschluss in Angewandter Mathematik 1973 und ab 1974 am Massachusetts Institute of Technology, an dem er 1981 bei Jack B. Dennis promoviert wurde (A Switch-Level Simulation Model of Integrated Logic Circuits). Als Post-Doktorand war er Assistant Professor am Caltech. Seit 1984 lehrt er an der Carnegie Mellon University (zunächst als Assistant Professor, 1987 als Associate Professor und ab 1992 als Professor), wo er 1999 bis 2004 die Fakultät für Informatik leitete und seit 2004 Dekan der School of Computer Science ist.
1990/91 war er Gastwissenschaftler an den Fujitsu Laboratories in Kawasaki, Japan.
Er ist bekannt für Systeme zur formalen Verifikation digitaler Hardware. Eine Arbeit von 1986 über formale Manipulation Boolescher Funktionen in Form von binären Entscheidungsdiagrammen gehört zu den meistzitierten Arbeiten in der Informatik überhaupt. Er entwickelte auch Verifikationsmethoden über Simulationsprogramme von Hardware auf unterschiedlichen Abstraktionsebenen.
1998 erhielt er den Paris-Kanellakis-Preis, 2009 den Phil Kaufman Award und 2007 den IEEE Emanuel R. Piore Award. Er ist Fellow der  IEEE, der Association for Computing Machinery (ACM), der National Academy of Engineering (2003) und der American Academy of Arts and Sciences (2010).
1989 bis 1995 war er Associate Editor und 1995 bis 1997 war er Herausgeber von IEEE Transactions on Computer-Aided Design of Integrated Circuits and Systems.

## Schriften
- mit Dave O’Hallaron Computer Systems: A programmer´s perspective, 2003,  2. Auflage, Prentice-Hall 2011
- mit C. Meinel Ordered binary decision diagrams, in S. Hassoun, T. Sasao (Herausgeber) Logic Synthesis and Verification, Kluwer 2001
- Bryant Graph-Based Algorithms for Boolean Function Manipulation, IEEE Transactions on Computers, C-35, 1986, S. 677–691
  - Nachgedruckt in M. Yoeli Formal verification in Hardware Design, IEEEComputer Society Press 1990, S. 253–267
- Bryant Symbolic Boolean Manipulation with Ordered Binary Decision Diagrams, ACM Computing Surveys, Band 24, 1992, S. 293–318
- mit J. H. Kukula Formal Methods for Functional Verification, in A. Kuehlmann (Herausgeber) The Best of ICCAD: 20 Years of Excellence in Computer-Aided Design, Kluwer 2003, S. 3–16